# Reiner Trik
Reiner Trik (ur. 2 czerwca 1963 w  Winzeln im Schwarzwald) – zachodnioniemiecki zapaśnik walczący w stylu wolnym. Dwukrotny olimpijczyk. Czwarty w Los Angeles 1984 i odpadł w eliminacjach turnieju w Seulu 1988. Startował w kategorii 82 kg. Czwarty zawodnik mistrzostw świata w 1985 i 1986 a piąty w 1987. Srebrny medalista mistrzostw Europy w 1984 roku.
Zdobył cztery tytuły mistrza Niemiec w latach: 1984, 1987, 1989 i 1990.
- Turniej w Los Angeles 1984

Pokonał z Güntera Busarello z Austrii, Szweda Lennarta Lundella, przegrał z Grekiem Iraklisem Deskulidisem. Z zawodnikiem Korei Południowej Kim Tae-u wygrał w pierwszej rundzie i potem w fazie finałowej. W dwóch kolejnych pojedynkach na tym etapie rywalizacji musiał uznać wyższość rywali. Uległ Hideyuki Nagashimie z Japonii i Kanadyjczykowi Chrisowi Rinke. 
- Turniej w Seulu 1988

Wygrał z Andrzejem Radomskim, a przegrał z Amerykaninem Merkiem Schultzem i Turkiem Necmi Gençalpem.